# Antonio Ruiz de Montoya
Antonio Ruiz de Montoya (Lima, Perú, 13 de junio de 1585-Ib., 11 de abril de 1652) fue un sacerdote jesuita, misionero, lingüista, investigador y escritor español. Dedicó gran parte de su vida a trabajar por las tribus indígenas guaraníes. Su obra escrita trató de temas espirituales, así como de descripción del guaraní y de predicación en esa lengua.

## Biografía
Su vida pública empezaría a ser datada desde 1605, tras enlistarse como soldado en la milicia realista, ya que deseaba luchar contra los araucanos en la Capitanía General de Chile. Un año después, con 21 años de edad, ingresó a la Compañía de Jesús, el 11 de noviembre de 1606. Después de seguir el noviciado en el Colegio Máximo de San Pablo de Lima, viajó a la Gobernación del Río de la Plata, en la parte sur del Virreinato del Perú, actual República Argentina, por cuatro años, en donde siguió los estudios de teología y filosofía en Córdoba. Sería ordenado como sacerdote en febrero de 1611. Una vez concluidos sus estudios, fue destinado a las reducciones del Paraguay a trabajar con los indígenas guaraníes de Loreto, acompañado de los sacerdotes José Cataldino y Simón Mascetta.
Los 25 años que se mantuvo firme en las reducciones hablan del fervor misionero que tuvo. Identificó sus labores cristianas como si fueran aventuras interculturales, aprendiendo la lengua guaraní y conociendo sus costumbres y su entorno geográfico. Fundó 13 reducciones, lo que supuso la construcción de colegios, iglesias, centros de producción agrícola y pequeñas ciudades que muchos decían se asemejaban al “Paraíso”, o como decían los mismos guaraníes eran “tierras sin mal”. Con ello se logró que miles de indios guaraníes hicieran su conversión al catolicismo y se establecieran por las misiones, haciendo de que estas sean cada vez más productivas y ricas.

"Y se propusieron a crear en este Nuevo Mundo un paraíso terrenal, un nuevo jardín del Edén"
Jerónimo De Florencia, 1627

En el año 1628 realizó una hazaña, al lograr que más de doce mil guaraníes atravesaran cerca de mil kilómetros, desde la Guayrá (ahora Brasil) hasta Misiones en la Argentina, para protegerlos de los bandeirantes portugueses y sus aliados tupíes, quienes empezaron a esclavizar a los nativos para venderlos en las haciendas, haciendo incursiones militares contra los guaraníes y también contra las misiones jesuitas para lograr tal fin (para 1631 un aproximado de 60 000 indios habían sido afectados por las incursiones). La travesía culminó con la refundación de las reducciones de San Ignacio Miní y Nuestra Señora de Loreto, a orillas del arroyo Yabebirí, en la actual provincia argentina de Misiones. Para el año 1636 le fueron asignadas 26 reducciones en la zona de los ríos Paraná y Uruguay, siendo su época más difícil, tuvo que armar a los nativos guaraníes, para repeler el ataque de los bandeirantes provenientes de la Colonia del Brasil. Para 1637, se le nombraría Procurador Especial de la Provincia del Paraguay, buscando solicitar un permiso especial al Rey de España para que los indios puedan portar armas (pues estaba prohibido si los indios no pertenecían a las milicias reales).
Será hasta 1637 que abandonará para siempre las reducciones guaraníes. Emprendió un viaje a Madrid, en el que su creatividad y deseo de aprender no cesaron. En esa época publica una gramática y un diccionario de lengua guaraní, así como La Conquista Espiritual, crónica en la que muestra conocimientos de geografía, etnografía y biología. Igualmente sus trabajos sobre la lengua guaraní, así como un Catecismo en ese idioma, serían publicados en 1640. Además, en el año 1638, los padres Antonio Ruiz de Montoya y Francisco Díaz Taño fueron a reportarle al rey Felipe IV de España sobre lo que sucedía en las misiones jesuitas e imploraba que los guaraníes pudiesen hacer uso de armas de guerra para defender las misiones. Para el 21 de mayo de 1640, el rey Felipe IV decretaría una real cédula que otorgaba permiso para el uso de armas de fuego y municiones entre las reducciones, aunque dejó una condición de que la decisión última dependería del juicio del Virrey del Perú, por lo que Montoya debió hacer arduas negociaciones para lograr la autorización de la entrega de armas, para posteriormente dar la orden a los jesuitas de que instruyeran militarme a los guaraníes (lo cual fue fundamental para la victoria en la Batalla de Mbororé en 1641). Hacia 1643, parte del puerto de Cádiz, con destino a Perú. Ruiz de Montoya deseaba regresar a las misiones del Paraguay, pero recibió una orden del provincial, Juan B. Ferrufino, que consistía en regresar a Lima para defender a la Compañía de Jesús contra los ataques del obispo fray Bernardino de Cárdenas. Aproximadamente hacia 1648, escribe un tratado de mística, llamado Silex del divino Amor y rapto del ánimo en el conocimiento de la causa primera, correspondiendo a un pedido de su amigo Francisco del Castillo quien quería tener un mejor método para orar.

### Fallecimiento

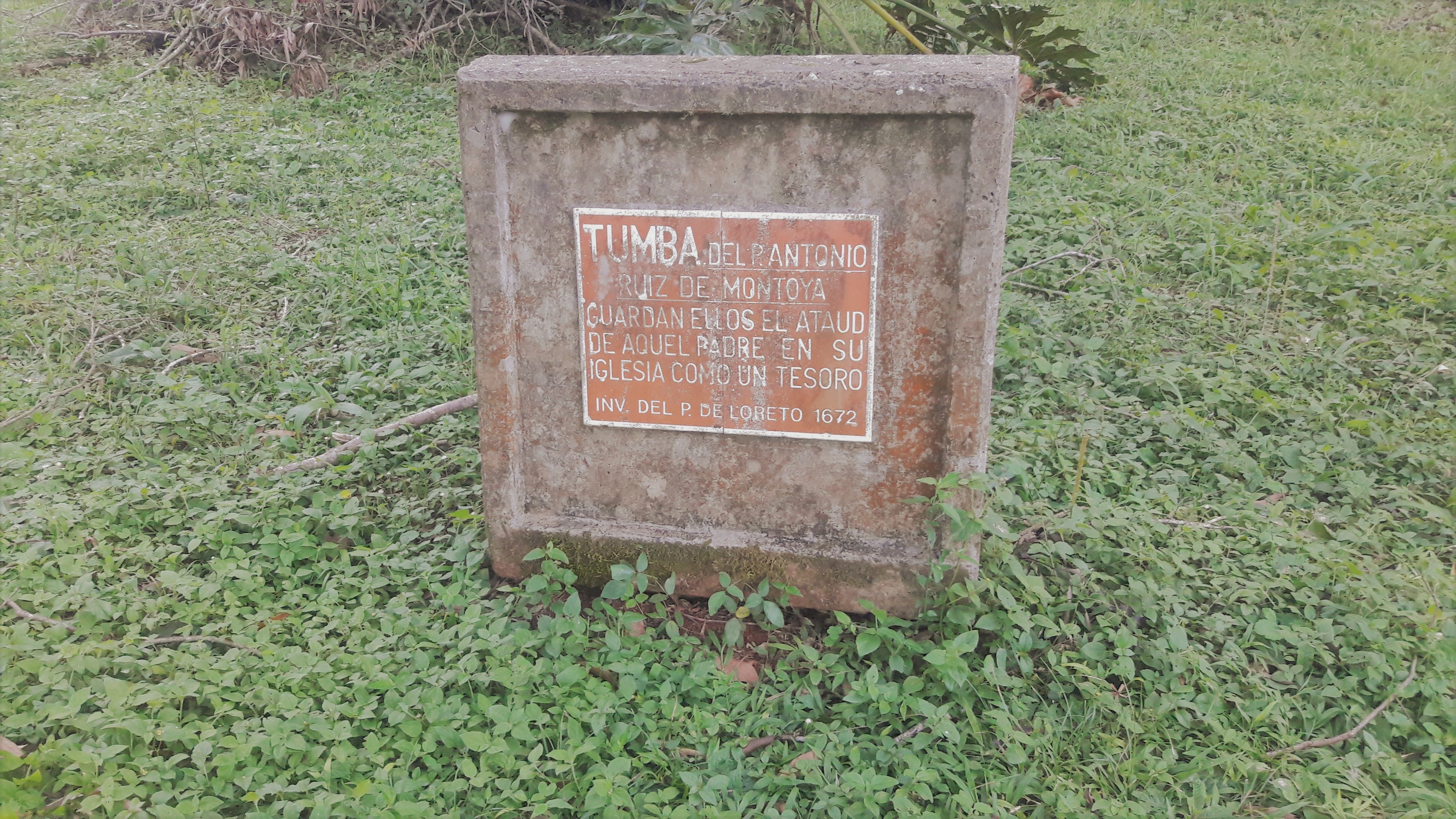
Tumba del Padre Antonio Ruiz de Montoya en Loreto, Provincia de Misiones, Argentina.

Desde 1650, su salud empezó a deteriorarse y finalmente falleció el 11 de abril de 1652, habiéndole dado la extremaunción su discípulo y amigo Francisco del Castillo. Según versiones antiguas sus restos fueron pedidos y recogidos por misioneros y nativos guaraníes (un grupo de 40 indios guaraníes de las reducciones del Paraná) que viajaron hasta Lima para transportar sus restos a la nueva reducción de Loreto, puesto que pensaron que el mejor homenaje que se le podía hacer era depositar sus restos en las tierras donde vivió sus años más importantes. Sus restos están en la Misión jesuítica de Nuestra Señora de Loreto, en la localidad de Loreto, provincia de Misiones, Argentina, lugar que es protegido por el Gobierno. Su tumba y la antigua misión jesuítica es Patrimonio Histórico Cultural Provincial (1969) Ley Nº 510, Monumento Histórico Nacional (1983) por Decreto Nº 2210 y Patrimonio de la Humanidad (1984) por la UNESCO.
El padre Ruiz de Montoya llegaría a recibir veneración por los indios guaraníes, ya que estos lo recordaban como un gran hombre digno de santidad. Por otra parte, sus obras de gramática guaraní y catecismo servirían como manual de estudio para las futuras generaciones de jesuitas de la provincia del Paraguay, siendo recordado por el clero como un gran investigador, organizador y líder espiritual.

### En la cultura popular
Su vida y obras son el referente histórico del que se vale la varias veces premiada película de Roland Joffé La misión (aunque adaptada variando la época y desdoblando al personaje en dos marcadamente diferentes): Oscar 1987, a la Mejor fotografía (Cris Menges), Palma de Oro 1986 del Festival de Cannes (Roland Joffé), Globo de Oro 1987, a la Mejor música (Ennio Morricone) y al Mejor guion (Robert Bolt), entre otros.
La jesuita Universidad Antonio Ruiz de Montoya de Lima lleva su nombre como homenaje, al igual que el Instituto Superior Antonio Ruiz de Montoya de la ciudad de Posadas, Misiones, Argentina, misma provincia donde existe una próspera localidad que se llama Ruiz de Montoya.
En 1997, la escritora argentina Patricia Sagastizábal, publicó En nombre de Dios, la cruzada de un jesuita en tierra americana, obra de ficción que recrea la gesta del jesuita. (Ed. Sudamericana)

## Obras
- Antonio Ruiz de Montoya. Conquista espiritual hecha por los religiosos de la Compañía de Jesús en las provincias del Paraguay, Paraná, Uruguay y Tape. Bilbao: Imprenta del Corazón de Jesús.[1]
- Antonio Ruiz de Montoya. "Tesoro de la lengua Guaraní". Madrid 1639.
- Antonio Ruiz de Montoya. "Arte y Vocabulario de la lengua guarani". Madrid, Imp. Juan Sánchez 1640
- Antonio Ruiz de Montoya. "Catecismo en lengua guarani". Madrid. Imp. Juan Sánchez, 1640.
- Antonio Ruiz de Montoya. "Silex del Divino Amor...", 1640 (1650?). Manuscrito conservado en la Lilly's Library, Indiana University. Transcripción paleográfica por Juan Dejo SJ en edición realizada por UARM y BNP en la Colección "Jesuítica", Lima, 2018.
- Juan Dejo Bendezú. Mística y espiritualidad: misión jesuita en el Perú y el Paraguay durante el siglo XVII, 2018.